# Liferea
Liferea 是 Linux Feed Reader 的縮寫，一個線上新聞聚合器。它支持的源包括 RSS／RDF 和 Atom 並可載入和滙出 OPML 格式的源列表。 Liferea 定位於快速，容易使用和容易安裝的 GTK+ 程序。

## 發音
Liferea 的作者是德國人，所以 Liferea 的發音為/lifəreja/（國際音標）。